# Вікібабусі
Вікібабусі (башк. Викиөләсәйҙәр) — об'єднання літніх волонтерок у Башкирській Вікіпедії.

## Історія
Ідея зародилася у 2016 році на шляху до семінару Вікі-Урал в Іжевську. Метою послужив досвід виступу представників Республіки Удмуртія Євробаченні на прикладі колективу «Бурановські бабусі», щоб показати, що жінки пенсійного віку можуть реалізувати себе у мережі Інтернет. Основний кістяк складається із жінок, які входять у групу «Башкирські жінки» в соціальній мережі ВК.
У 2018 році учасників Вікіманії в Кейптауні вітали волонтери різних мовних розділів на своїх мовах, у привітанні взяла участь одна із Вікібабусь Банат Валєєва-Яубасарова[значущість факту?].
У 2019 році у шведській столиці Стокгольмі під час церемонії закриття виконавчий директор Фонду Вікімедіа Кетрін Маер зі сцени заявила: «Особливо мені подобається приклад башкирських бабусь — групи жінок старшого віку переважно із сільських регіонів, що проживають у регіоні Росії під назвою Башкортостан, вони перекладають статті з російської на башкирську (за допомогою інструменту ContentTranslation) з 2016 року, і сьогодні башкирський розділ входить до провідної двадцятки за опублікованими (таким чином) перекладам. Так що давайте бабусь відзначимо!».

## Учасниці
Найдосвідченішою у групі є Гузаль Ситдикова[ненейтрально]. Однією з найкращих перекладачок є Альфія Акбутіна, що довгі роки працювала у системі ЗМІ[джерело?]. Найстарша волонтерка — Банат Валєєва-Яубасарова, у 2018 році їй виповнилося 70.[джерело?] Вікіпедистки Бурзянського району — Кунсилиу Кутлубаєва, Рашида Гізатулліна, Луїза Юлдашева, Тансилиу Кувандикова першими серед дорослих, і серед учнів створили вікіклуби будівельників[джерело?]. Із міста Бєлорєцька вчителька башкирської мови та літератури, «Учитель року башкирської мови і літератури — 2019», лауреатка республіканського конкурсу Сарія Кагарманова, із міста Ішимбай Хаят Юсупова, із Уфимського району Мінсулу Абдулліна, із Стерлітамака Гульшат Сулейманова, що висвітлює теми башкирського війська і театру[джерело?].

## Галерея

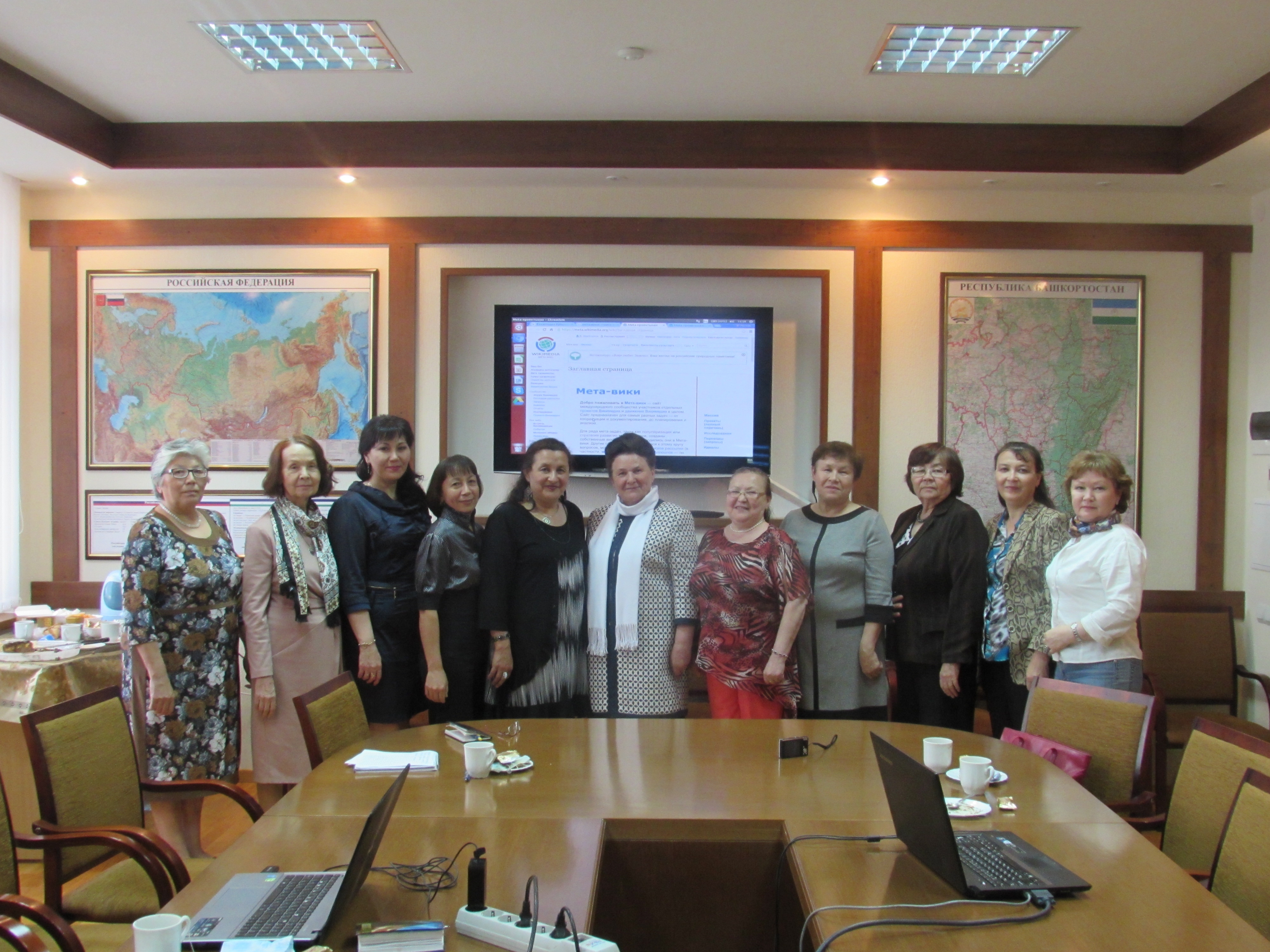
Вікі-зустріч
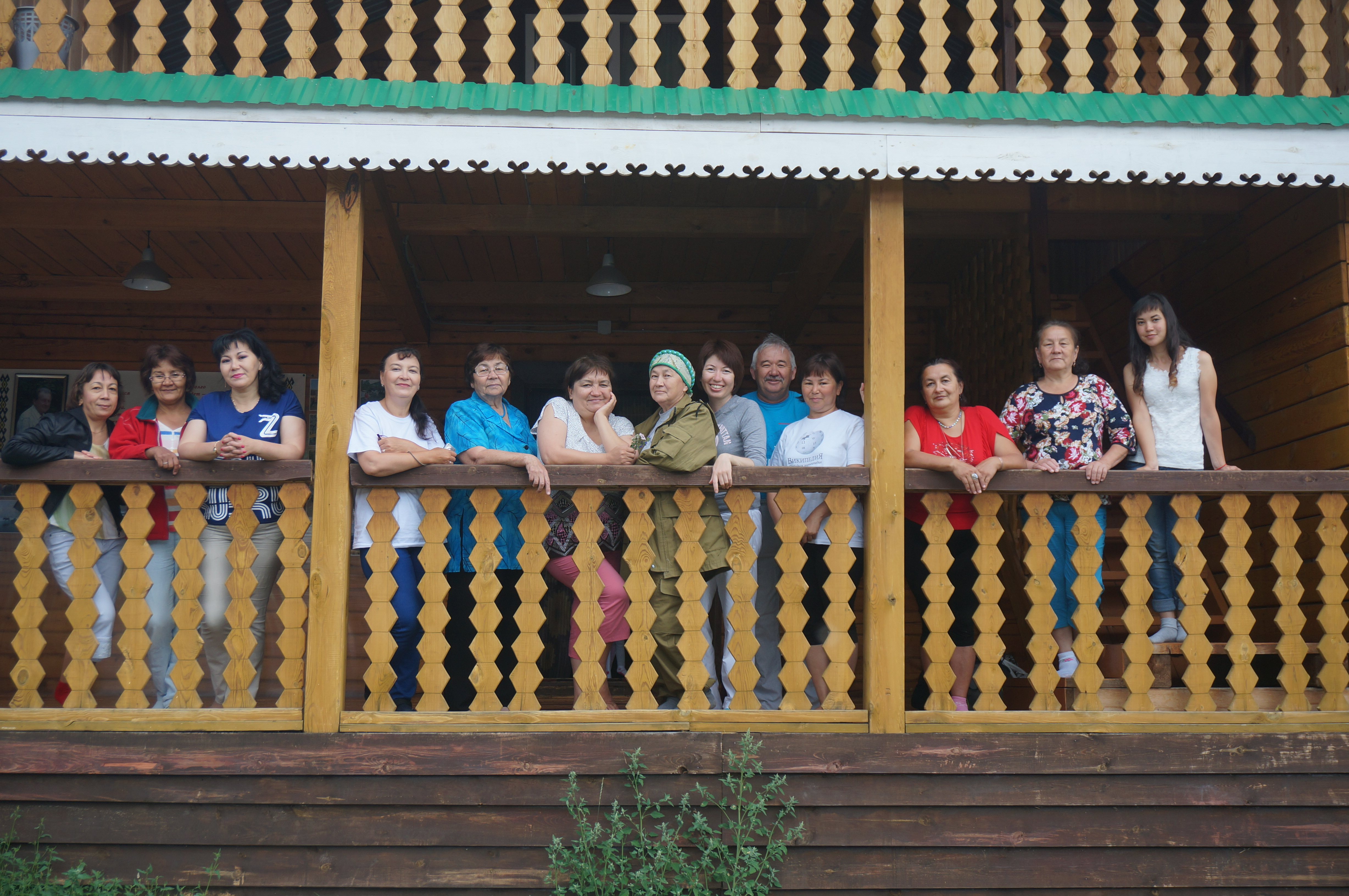
Вики-йәйләү
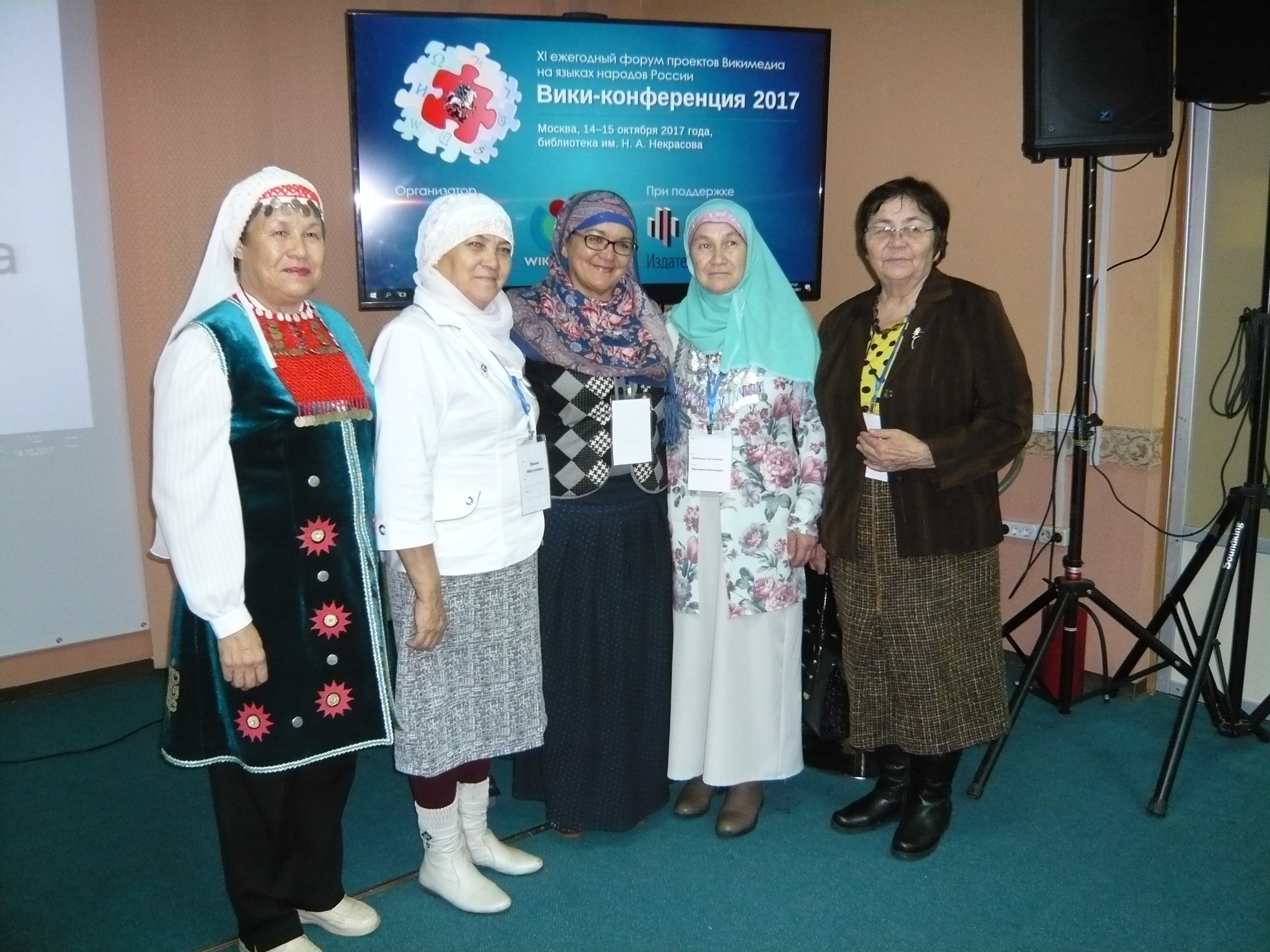
Під час Московської Вікіконференції
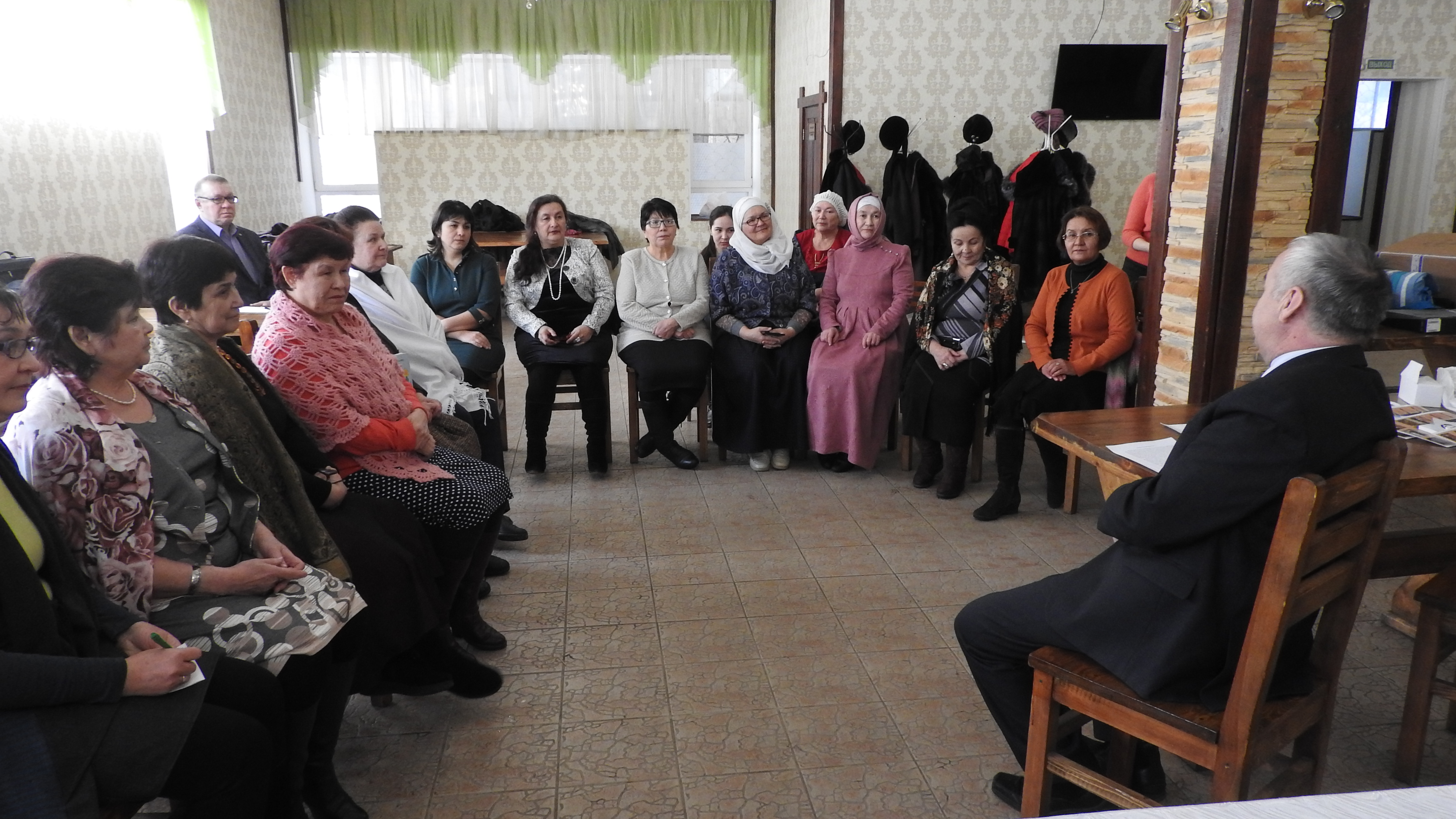
Вікі-семінар в Уфі
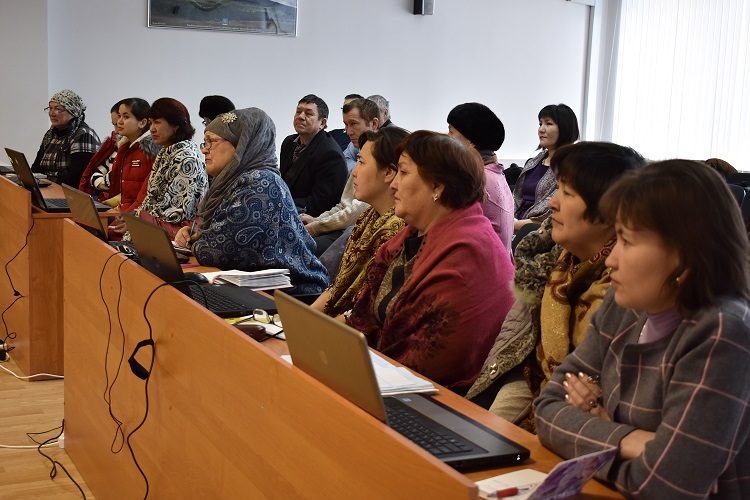
Вікі-семінар у Бурзянському районі
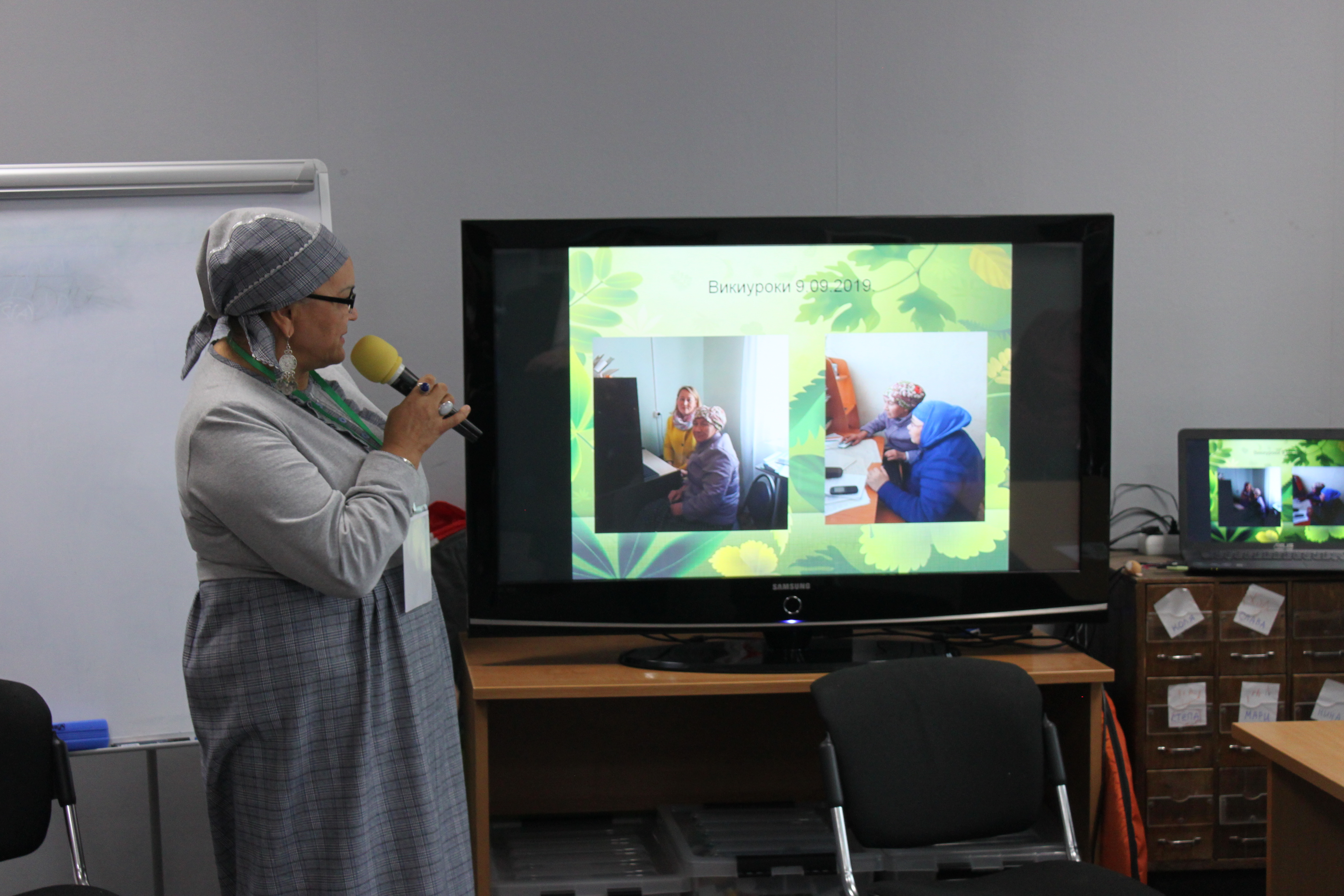
Вікі-конференція у Москві, 2019 рік
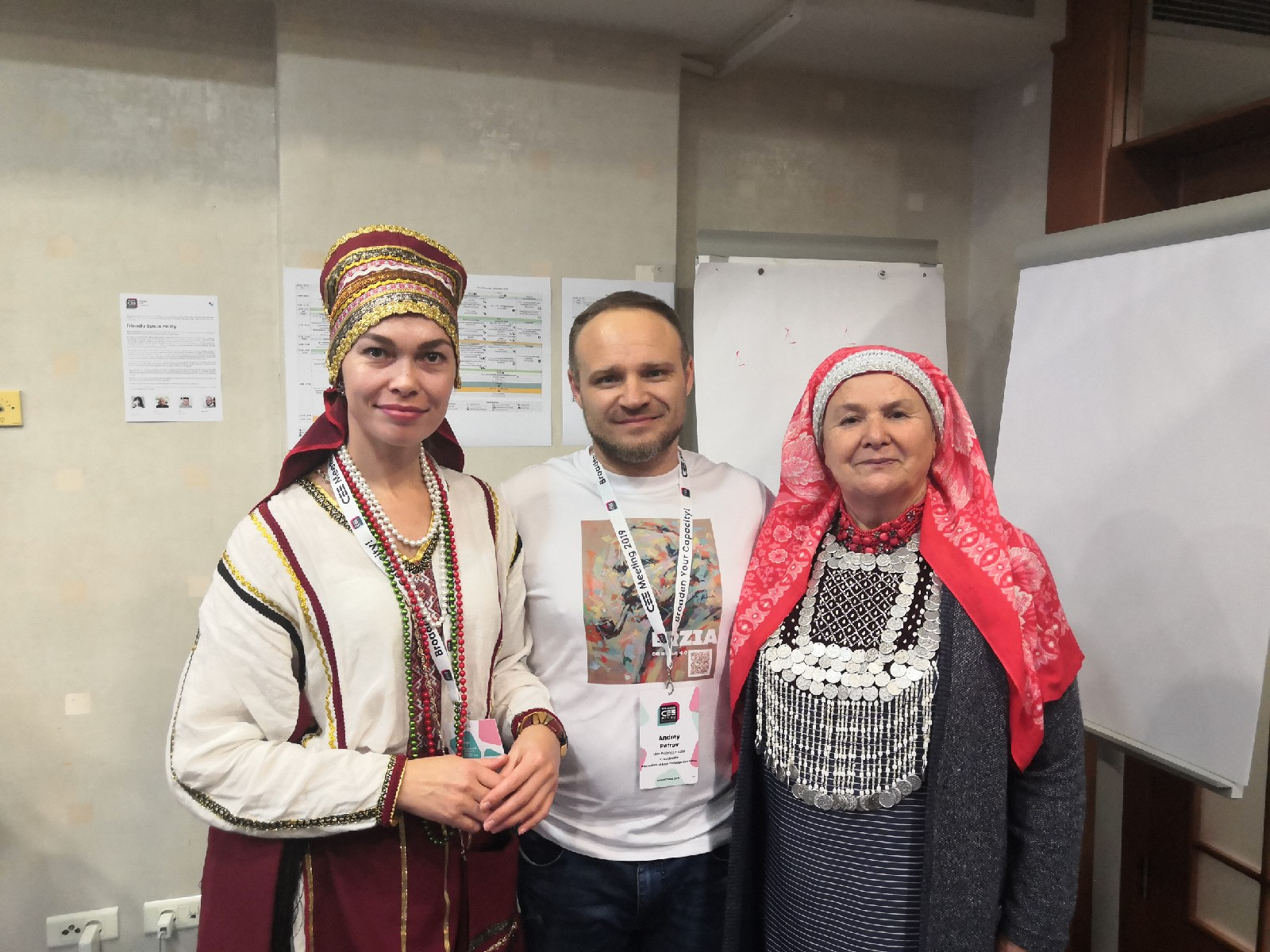
CEE Meeting 2019 у Белграді. Учасники від групи Вікімедійців що пишуть ерзянською мовою та Гузаль Ситдикова
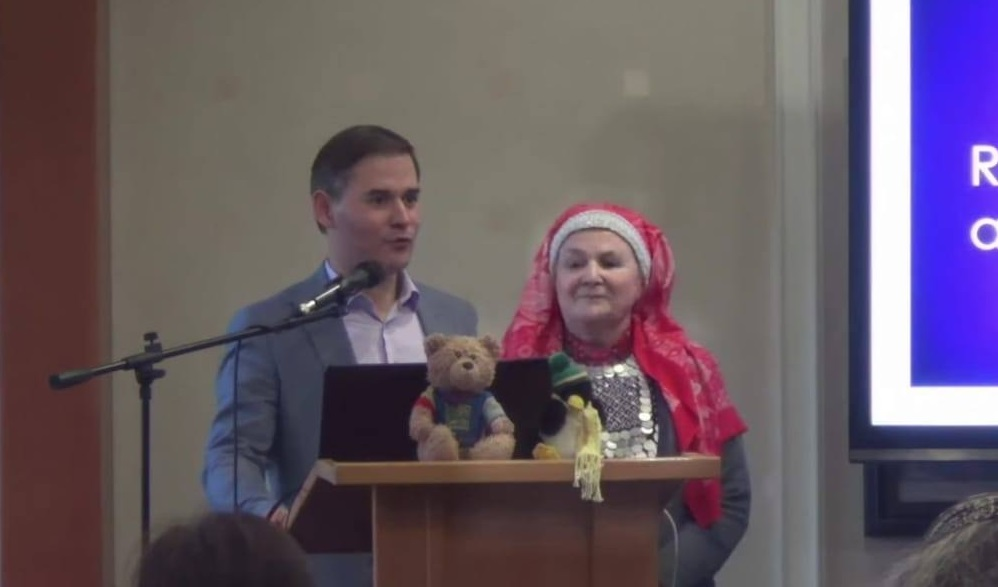
Виступ Гузаль та Ільдуса Ситдикових у Белграді